# ایل یوسفوند
ایل یوسفوند یکی از ایلات لر و از ایلات ساکن در شهرستان سلسله است.

## تاریخ
در آغاز سده بیستم نواحی سلسله که ییلاق ایلات و طوایف لک مانند ایل ترکاشوند، ایل حسنوند، ایل یوسفوند و ایل قلیوند بوده و به عنوان سکونتگاه دائمی آن‌ها شناخته شده که در ۱۳۱۲ه‍.ش همگی آن ایلات تخته‌قاپو شدند. ساکنان الشتر از ایلات و طوایف لک بوده و ساختار اجتماعی الشتر به صورت ایلی می‌باشد و ایل یوسفوند ساکن این شهر می‌باشند. سلسله نام جد حسنوندها و ترکاشوندها و کولیوندها و یوسفوندها بوده است. بین ایلات شناخته شده لک مشهور است که یوسف و حسن و ترکاش و کلی یا قلی و… فرزندان شخصی به نام سلسله بوده‌اند. در حال حاضر به جز حسنوندها که بیشتر در همان شهرستان سلسله و اندکی در شهرهای مجاور پراکنده‌اند، بخش اعظمی از ترکاشوندها و یوسف‌وندها و کولیوندها در شهرهای مختلف ایران ساکن هستند.

## طوایف ایل یوسفوند
طوایف ایل یوسفوند که در شهر الشتر در دهستان‌های یوسفوند قرار دادند شامل طوایفی مانند ویسی، دکاموند، ترکاشوند، جانجان، مؤمن، گاوکش، حسین جانی، چقندر، چهارتخمه، پیرکه و عالی هستند.
- اکبری‌ها شامل: منصور خان، محمد تقی خان، صید میرزا خان، غلام رضا خان، حاج زکی خان می‌باشند.
- ترکاشوندها که در زبان لکی ترکاشون تکلم می‌شوند شامل: لطفعلی خان، جمعه، پنجشنبه مردمدار، حاج علی
- حاتم‌ها شامل :محمد صالح، صفی صالح، علی صالح، خدا صالح می‌باشند.
- هندی‌ها که در زبان لکی هنی تکلم می‌شوند شامل: فارز، افضل، اسماعیل، ابراهیم و حیدربگ می‌باشند.
- ویسی‌ها عبارت اند از: سلطان علی، عبدی، عزیز، پاپی، بخشعلی، گاو کش می‌باشند.
- عالم‌ها شامل: خداکرم، شاه‌کرم، محمدکرم و علی‌عسگر می‌باشند.